# بين ماير (سياسي)
بين ماير (بالإنجليزية: Ben Meier)‏ هو سياسي أمريكي، ولد في 1 أغسطس 1918 في نابليون في الولايات المتحدة، وتوفي في 2 أكتوبر 1995 في بيسمارك في الولايات المتحدة. حزبياً، نشط في North Dakota Republican Party ‏ والحزب الجمهوري.